# Let There Be Rock
Let There be Rock è il quarto album in studio del gruppo musicale australiano AC/DC, pubblicato in Australia il 21 marzo 1977 dalla Albert Productions, mentre una versione alternativa è stata distribuita nel resto del mondo il 25 luglio 1977 dalla Atlantic Records.

## Descrizione
Si tratta dell'ultimo album con Mark Evans nel ruolo di bassista, poi sostituito da Cliff Williams.

## Antefatti
Verso la fine del 1976 gli AC/DC erano in una fase di crisi. "Era tutto molto vicino alla fine", affermò il loro manager Michael Browning. "Le cose stavano andando molto bene a Londra e in Europa. [...] Avevamo appena concluso il tour di Lock Up Your Daughters nel Regno Unito e il Reading Festival. Stava andando tutto molto bene." Ma dopo essere stati a Londra per gli ultimi otto mesi, l'improvvisa assenza del gruppo dalla scena musicale australiana portò ad una notevole diminuzione del loro seguito. Quando Browning li riportò a Oz per quello che avrebbe dovuto essere un rientro trionfale, furono tutti molto sorpresi nello scoprire che le cose erano cambiate.
La folla giovanile, perlopiù femminile, che li aveva conosciuti tramite le apparizioni televisive li aveva abbandonati per seguire nuovi idoli locali, come gli Skyhooks. Persino i fan più sfegatati che li avevano seguiti nei pub e nei club in cui gli AC/DC si erano esibiti avevano cominciato a sviluppare un'attitudine rancorosa verso il gruppo che "si era venduto oltreoceano". Anche a Sydney, la loro città natale, la folla si era ridotta. La prima esibizione dopo il loro rientro all'Hordern Pavilion aveva venduto solo poco meno della metà dei biglietti.
"È stato un tour difficile", spiegò il loro manager. "Il gruppo non voleva farlo. [...] Ma era una necessità finanziaria. Abbiamo dovuto farlo per recuperare le spese e continuare a fare quello che stavamo facendo in Inghilterra e in Europa. Ma provate a spiegarlo ad un giovane gruppo rock." A peggiorare la situazione, l'Atlantic Records aveva respinto il quarto album in studio del gruppo, Dirty Deeds Done Dirt Cheap, sentendo che la produzione non era all'altezza. "Nel mezzo del tour, ricevo una telefonata in cui mi dicono che l'Atlantic Records in America non ha gradito l'album", ricorda Browning. "Mi dicono che l'etichetta sta prendendo in considerazione di ritirare l'accordo con il gruppo. Ed è allora che le cose sono andate davvero male."
Non c'era dubbio che gli AC/DC ammorbidissero il loro suono per renderlo più appetibile al mercato americano. Tuttavia, per essere più sicuri del successo del loro lavoro, fu deciso che il gruppo sarebbe dovuto tornare in studio a Sydney per registrare un nuovo album prima di tornare nel Regno Unito. Così, nel gennaio 1977, gli AC/DC entrarono negli Alberts Studios, dove erano stati registrati fino a quel momento tutti i loro dischi, e trascorsero due settimane a registrare quello che divenne noto come Let There Be Rock.

## Registrazione
Il secondo album in studio pubblicato dal gruppo in Australia, High Voltage, conteneva elementi glam rock, mentre le loro pubblicazioni successive erano state registrare durante molte sessioni mentre il gruppo andava in tournée e venivano inoltre modificate per la distribuzione in tutto il mondo. Let There Be Rock è invece stato registrato in una sola volta ed ha rappresentato una grande evoluzione nel suono del gruppo, con molti critici e fan che lo citano come primo e vero album degli AC/DC. Nel suo libro The Life and Times of AC/DC Legend Bon Scott, l'autore Clinton Walker afferma che "Let There Be Rock è stato il primo album completo degli AC/DC. Il gruppo ha finalmente trovato sé stesso".
Let There Be Rock è stato prodotto da George Young e Harry Vanda, che avevano prodotto anche i precedenti album della band (George era il fratello maggiore di Angus e Malcolm). Secondo il memoriale di Murray Engelheart, AC/DC: Maximum Rock & Roll, l'album è stato completato in circa due settimane. Ritmo e basi musicali sono stati registrati nella prima settimana. Bon, a cui erano state date le cassette delle tracce senza voce sulle quali ha poi composto i testi, ha registrato nella seconda settimana, durante la quale Angus ha inciso anche i suoi assoli di chitarra.
Inoltre, la band ebbe anche un nuovo approccio alla registrazione. Malcom notò che in alcuni loro concerti, soprattutto in quelli degli stadi americani, si potevano suonare canzoni più lunghe e con molti più assoli di chitarra. La strumentazione degli Alberts Studios era perfetta per quello che aveva in mente. Tutti gli amplificatori erano nella stessa stanza della batteria, posizionati agli angoli. Il suono della chitarra si riversava in quelli della voce e della batteria, quindi una registrazione perfetta era difficile, ma faceva parte dell'idea di Malcom.
Il risultato andò ben oltre quello che gli AC/DC avevano fatto fino a quel momento. Il gruppo riuscì a riprodurre in studio il suono che aveva dal vivo, con risultati letteralmente esplosivi. Come racconta Clifton Walker, durante la sessione di registrazione di Whola Lotta Rosie l'amplificatore di Angus cominciò a fondersi ed a riempire di fumo la stanza. George Young, da dietro il banco, fece gesto di andare avanti, affermando "Stavamo per interrompere una registrazione da urlo a causa di problemi tecnici, come un amplificatore che esplode".
In una intervista del 1991 a Guitar World, Angus ricorda "L'album con il maggior numero di chitarre è stato probabilmente Let There Be Rock. In tutto l'album ci sono molto assoli di chitarre e molte pause. Alcune canzoni mi piacciono molto. Mi sono divertito moltissimo a suonare tutto l'album. Nell'ultima traccia, mi ricordo che l'amplificatore esplose. [...] Si poteva vedere in tutto lo studio. C'era molto fumo e scintille, e le valvole stavano brillando".

## Composizione
Secondo il libro AC/DC: Maximum Rock & Roll, il cantante Bon Scott scrisse Let There Be Rock in un ufficio degli Albert Studios con l'aiuto di una Bibbia presa in prestito in una libreria nei dintorni. La canzone fornisce una storia fittizia della storia del rock 'n' roll. Partendo dalla citazione dalla canzone Roll Over Beethoven di Chuck Berry "Racconta a Ciajkovskij la notizia", Let There Be Rock rende omaggio all'autore rispondendo "Ma Ciajkovskij sapeva già la notizia" (in altre parole, il cantante vuole far risalire la nascita del Rock'n'Roll a Chuck Berry e al suo brano). Bon continua la storia parlando dei gruppi rock che nacquero successivamente e delle milioni di persone che, cercando la fama, impararono a suonare la chitarra elettrica. Il terzo e ultimo verso parla di un gruppo chiamato 42-decibel (che nella versione dal vivo spesso viene sostituito dal nome 92-decibel) che suona buona musica in un locale chiamato The Shaking Hand. La canzone termina con un lungo assolo di chitarra di Angus. Il video musicale di Let There Be Rock è stato girato nel luglio 1977 nella chiesa della Kirk Gallery a Surry Hills, nel Galles del Sud, con Bon Scott, Angus Young, Malcolm Young, Phil Rudd, e Cliff Williams, che ha sostituito Mark Evans come bassista della band poco dopo la pubblicazione dell'album. Questo ha segnato una delle prime apparizioni pubbliche di Williams con gli AC/DC. Scott è vestito da prete e il resto della banda da chierichetti, con Angus Young che porta un elmetto in testa. Verso la fine il video mostra Angus e il resto della band che suonano, mentre in un finale alternativo i colori vengono alterati e la fotocamera si chiude riprendendo una vetrata della chiesa.
Whole Lotta Rosie parla di una donna obesa della Tasmania di nome Rosie, con la quale il cantante Scott ha trascorso una notte al Freeway Gardens Motel a Melbourne. Oltre a sottolineare le dimensioni della donna, il cantante la descrive come una delle amanti più talentuose che abbia mai incontrato. La prima strofa della canzone rivela sostanzialmente le specifiche fisiche di Rosie (42" - 39" - 56") e il fatto che pesa diciannove pietre (circa 120 chilogrammi). Il riff principale della canzone è stato presentato anche in una precedente registrazione con testi diversi, intitolato Dirty Eyes, che ha visto l'uscita ufficiale su Volts, parte della raccolta Bonfire. Dirty Eyes presenta una diversa progressione di accordi nel ritornello. Nel libro AC/DC: Maximum Rock & Roll, Malcolm Young afferma: "Siamo sempre stati grandi fan del rock and roll, come Elvis e Heartbreak Hotel. [...] Semmai, per Whole Lotta Rosie stavamo cercando una sensazione simile a quelle evocate da Little Richard".
Overdose, che presenta un'introduzione estesa che risalta gli scambi di chitarra tra i fratelli Young, è stato ispirato da una donna di nome Judy King. Il testo è la metafora di un uomo che è legato alla sua donna come un drogato è legato alle proprie droghe, come sottolinea Scott cantando "Sei un'abitudine che non voglio perdere". Il fatto che la canzone abbia o meno un significato al di là della metafora è soggetto a speculazioni; a detta di tutti, Scott era un grande bevitore e faceva uso di droghe. Nel 2013, il tastierista John Bisset dei Fraternity (la band di Scott prima degli AC/DC) disse a Peter Watts di Uncut: "Eravamo dei bevitori. Ci siamo imbattuti in marijuana, mescalina e funghi, ma l'alcol era la componente principale. [...] Ha bevuto un sacco. Ha bevuto fino a riuscire a malapena a stare in piedi. Ma rimase sempre la stessa persona". Secondo il libro di Jesse Fink intitolato The Youngs: The Brothers Who Build AC/DC, l'ex bassista Mark Evans rivela che Scott aveva esagerato con l'eroina nel 1975 ed era stato quasi licenziato dalla band. Evans afferma che "C'erano alcuni dubbi su Bon a quel punto. [...] Bon prese una decisione sbagliata. Era solo una decisione sbagliata".
Dog Eat Dog, una canzone sulla natura spietata dell'umanità, è stato pubblicato come singolo in Australia e includeva il brano non presente nell'album Carry Me Home, che è stato successivamente pubblicato nella raccolta Backtracks. La band eseguiva spesso il singolo in concerto, così come i brani dell'album Hell Ain't a Bad Place to Be e Bad Boy Boogie; quest'ultimo accompagnava la famigerata routine di spogliarello di Angus Young.
La versione originale in vinile dell'album, rilasciata per il mercato internazionale, conteneva la stessa lista di brani della versione australiana originale, ma Atlantic Records rimosse la canzone Crabsody in Blue dalle successive stampe della versione internazionale. Alla fine venne sostituita dalla versione abbreviata di Problem Child, che nell'edizione australiana era inserita nell'album Dirty Deeds Done Dirt Cheap. Crabsody In Blue è stata successivamente inserita nella raccolta Backtracks.
Tutte le versioni internazionali in formato CD contengono l'elenco dei brani modificato rispetto alle stampe in vinile della versione internazionale.

## Copertina
La copertina australiana raffigura le dita del chitarrista Chris Turner, della band australiana Buffalo. "C'era un tipo chiamato Colin Stead", dice Turner. "Era anche il fotografo di Playboy. Mi ha telefonato e mi ha detto che stava lavorando alla copertina dell'album Let There Be Rock, ma gli AC/DC erano fuori città". Il gruppo era in tournée in Inghilterra e doveva esibirsi al Hemel Hempstead Pavilion, nel Regno Unito, sebbene la data sarebbe stata successivamente cancellata. Quando Angus vide la copertina, il suo primo commento fu: "Ha le dita grasse, no?"
La copertina della versione internazionale, pubblicata il 25 luglio 1977, segnò la prima apparizione dell'ormai iconico logo della band, disegnato da Gerard Huerta. La fotografia utilizzata per la copertina è stata scattata in un concerto del 19 marzo 1977 presso la Kursaal Ballroom, nel Regno Unito, dal fotografo Keith Morris.

## Tracce
Edizione australiana
Testi e musiche di Young, Young, Scott.
1. Go Down – 5:17
2. Dog Eat Dog – 3:30
3. Let There be Rock – 6:10
4. Bad Boy Boogie – 4:18
5. Overdose – 5:47
6. Crabsody in Blue – 4:39
7. Hell Ain't a Bad Place to Be – 4:12
8. Whole Lotta Rosie – 5:27

Edizione mondiale
Testi e musiche di Young, Young, Scott.
1. Go Down – 5:17
2. Dog Eat Dog – 3:30
3. Let There Be Rock – 6:10
4. Bad Boy Boogie – 4:18
5. Problem Child – 5:24
6. Overdose – 5:47
7. Hell Ain't a Bad Place to Be – 4:12
8. Whole Lotta Rosie – 5:27

## Formazione
- Bon Scott – voce
- Angus Young – chitarra
- Malcolm Young – chitarra
- Mark Evans – basso
- Phil Rudd – batteria

## Classifiche
| Classifica (2021) | Posizione massima |
| ----------------- | ----------------- |
| Grecia            | 9                 |